# Miss Universo Croacia
Miss Universo Croacia (en croata: Miss Universe Hrvatske) es un concurso de belleza nacional en Croacia. Se encarga de seleccionar a la representante del país para el concurso Miss Universo.

## Ganadoras
: Declarada como ganadora
     : Terminó como finalista
     : Terminó como una de las semifinalistas o cuartofinalistas
     : Terminó como ganadora de premios especiales
| Año  | Ciudad natal      | Miss Universo Croacia  | Posición en Miss Universo | Premios especiales | Notas |
| ---- | ----------------- | ---------------------- | ------------------------- | ------------------ | --- |
| 2025 | Zadar             | Laura Gnjatović        | Por competir              | Por competir       | |
| 2024 | Dubrovnik         | Zrinka Ćorić           | No clasificó              |                    | |
| 2023 | Perušić           | Andrea Erjavec         | No clasificó              |                    | |
| 2022 | Krapina           | Arijana Podgajski      | No clasificó              |                    | |
| 2021 | Dubrovnik         | Ora Antonia Ivanišević | No clasificó              |                    | |
| 2020 | Zadar             | Mirna Naiia Marić      | No clasificó              |                    | |
| 2019 | Korčula           | Mia Rkman              | Top 20                    |                    | |
| 2018 | Nova Gradiška     | Mia Pojatina           | No clasificó              |                    | |
| 2017 | Slavonski Brod    | Shanaelle Petty        | Top 16                    |                    | |
| 2016 | Zagreb            | Barbara Filipović      | No clasificó              |                    | |
| 2015 | Krapinske Toplice | Mirta Kuštan           | No clasificó              |                    | Originalmente segunda finalista pero asumió el título de Miss Universo Croacia después de que la ganadora original se haya roto el brazo. La primera finalista no aceptó el título para priorizar su carrera en el modelaje. |
| 2015 | Split             | Barbara Ljiljak        | No compitió               | No compitió        | Se retiró debido a un accidente. |
| 2014 | Zagreb            | Ivana Mišura           | No clasificó              |                    | |
| 2013 | Zagreb            | Melita Fabečić         | No clasificó              |                    | |
| 2012 | Vrbanja           | Elizabeta Burg         | Top 16                    |                    | |
| 2011 | Zagreb            | Natalija Prica         | No clasificó              |                    | |
| 2010 | Zagreb            | Lana Obad              | No clasificó              |                    | |
| 2009 | Split             | Sarah Ćosić            | Top 15                    |                    | |
| 2008 | Zagreb            | Snježana Lončarević    | No clasificó              |                    | |
| 2007 | Split             | Jelena Maros           | No clasificó              |                    | |
| 2006 | Split             | Biljana Mančić         | No clasificó              |                    | |
| 2005 | Plaški            | Jelena Glišić          | No clasificó              |                    | |
| 2004 | Nuštar            | Marijana Rupčić        | No clasificó              |                    | |
| 2003 | Rijeka            | Ivana Delač            | No clasificó              |                    | |
| 2002 | Pazin             | Ivana Paris            | No clasificó              |                    | |
| 2001 | Rijeka            | Maja Cecić-Vidoš       | No clasificó              |                    | |
| 2000 | Split             | Renata Lovrinčević     | No clasificó              |                    | |
| 1999 | Šibenik           | Marijana Kužina        | No clasificó              |                    | |
| 1998 | Dubrovnik         | Ivana Gržetić          | No clasificó              |                    | |
| 1997 | Split             | Kristina Čerina        | No clasificó              |                    | |